# Eden Castle

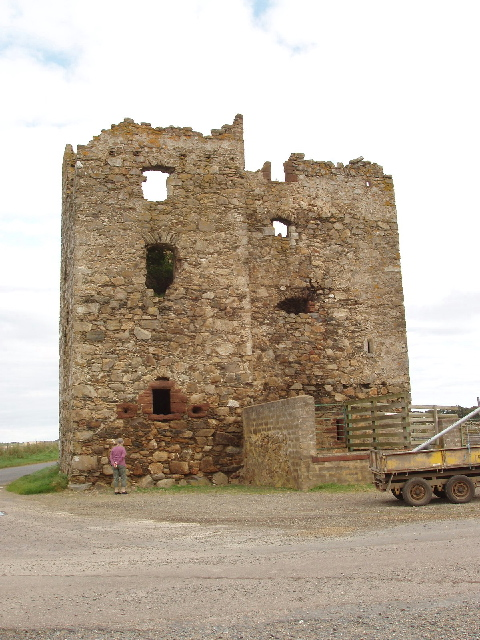
Eden Castle

Eden Castle ist eine Burgruine bei Banff in der schottischen Council Area Aberdeenshire.

## Beschreibung
Die Burg war als Tower House mit Z-förmigem Grundriss ausgelegt. Sie bestand aus Bruchstein und hatte ein Erdgeschoss mit gewölbten Decken und zwei darüber liegende Geschosse. An der Südwest- und an der Nordostecke des Hauptblocks hatte sie Türme. Im Innenwinkel, den der Südwestturm mit dem Hauptgebäude bildet, befindet sich der Eingang mit einem Rundbogen. Der Keller war in zwei Räume geteilt, die mit einem Gang verbunden waren. Eine Treppe in der Südostecke des südlichen Raumes führte nach oben zum Rittersaal im 1. Obergeschoss des Hauptblocks. Das gesamte Erdgeschoss ist mit Schießscharten ausgestattet.

## Geschichte
Die Burg ließ die Familie Meldrum in der zweiten Hälfte des 16. Jahrhunderts bauen. In den Jahren 1676/1677 ließ George Leslie, 4. Earl of Rothes, Renovierungen ausführen und Anbauten hinzufügen. Das Datum 1677 findet sich an einem der oberen Fenster an der Südfassade eingraviert. Ab 1712 gehörte die Burg William Duff, 1. Earl of Fife.
Heute ist Eden Castle eine Ruine, deren Südostturm noch eine Höhe von etwa 13 Metern aufweist und deren Nordteil komplett abgerissen wurde. Die Fundamente des Nordostturms sind in eine Feldmauer integriert. Die Ruine gilt als Scheduled Monument.